# Thomas Ingenlath
Thomas Ingenlath, född 1964 i Krefeld, är en tysk bildesigner och före detta VD för Polestar. Han har tidigare varit designchef vid Volvo, och har arbetat åt bland annat Audi, Volkswagen och Škoda.